# Red Blooded Woman
Red Blooded Woman е песен на австралийската изпълнителка Кайли Миноуг, писана от Джони Дъглас и Карън Пуул и включена в деветия студиен албум на певицата Body Language (2003). Издадена на 10 март 2004 г., песента достига първо място в Румъния, сред първите пет в Австралия и Великобритания и в Топ 10 в Дания, Ирландия и Испания.

## Формати и песни
Британски CD 1 / Европейски CD
1. Red Blooded Woman – 4:21
2. Almost a Lover – 3:40

Британски CD 2
1. Red Blooded Woman – 4:21
2. Cruise Control – 4:55
3. "Slow" (Chemical Brothers Remix) – 7:03
4. Red Blooded Woman (Video)

Британски 12" сингъл
1. Red Blooded Woman (Whitey Mix) – 5:20
2. Slow (Chemical Brothers Remix) – 7:03
3. Red Blooded Woman (Narcotic Thrust Mix) – 7:10

Австралийски CD сингъл
1. Red Blooded Woman – 4:21
2. Cruise Control – 4:55
3. Almost a Lover – 3:40
4. Slow (Chemical Brothers Mix) – 7:13
5. Red Blooded Woman (Whitey Mix) – 5:20
6. Red Blooded Woman (Video)